# José Martín Cáceres
José Martín Cáceres és un futbolista uruguaià que va néixer a Montevideo el 7 d'abril del 1987. La seva posició és la de defensa central, encara que també pot jugar de lateral. Juga actualment al LA Galaxy.

## Trajectòria
Ha jugat en les posicions de defensa central, lateral i de mig centre defensiu, però ha estat jugant de central on ha aconseguit els millors resultats. Va debutar al futbol professional al Defensor Sporting Club de Montevideo a l'Uruguai. El 2007 va ser fitxat pel Vila-real CF, el qual el va cedir al Real Club Recreativo de Huelva, on destacà, fins al punt que la UEFA el va incloure en l'equip revelació de l'any a Europa. El 4 de juny del 2008 va ser fitxat pel FC Barcelona, que va pagar 16,5 milions d'euros al Vila-real CF. Durant la temporada 2008-09 no va gaudir de molts minuts amb el club blaugrana, sent cedit a la Juventus de Torí a la temporada 2009-10, que es reservava una opció de compra d'11 milions d'euros, però no l'exercí.
El 2019 juga amb la Juventus FC, cedit per la SS Lazio.
El 31 de maig de 2014 va entrar a la llista definitiva de seleccionats per disputar la Copa del Món de Futbol de 2014 al Brasil.

## Palmarès

### Amb el FC Barcelona
- 1 Lliga de Campions (2008-09)
- 1 Lliga espanyola (2008-09)
- 1 Copa del Rei (2008-09)

### Amb la Juventus FC
- 6 Lligues italianes (2011-12, 2012-13, 2013-14, 2014-15, 2015-16, 2018-19)
- 2 Copes italianes (2014-15, 2015-16)
- 3 Supercopes italianes (2012, 2013, 2015)

### Amb la Selecció uruguaia
- 1 Copa Amèrica (2011)

## Internacional
Cáceres va destacar amb la selecció uruguaiana sub-20 en el Campionat Sud-americà Sub-20 del 2007 disputat al Paraguai, on va ser considerat el "Millor Defensa" del campionat. A pesar de la seva gran aportació defensiva, la seva selecció no va poder classificar-se pels Jocs Olímpics d'Estiu 2008, tot i que va acabar en tercera posició i va aconseguir la classificació per la Copa Mundial de Futbol Sub-20 de 2007 que es va disputar al Canadà.